# Adama Barrow
Adama Barrow (ur. 16 lutego 1965 w Mankamang Kunda) – gambijski przedsiębiorca i polityk, od 2017 prezydent Gambii.

## Życiorys
Urodził się w Mankamang Kunda, w wiosce Jimara, kilka kilometrów od miasta Basse Santa Su we wschodniej części Gambii. Uczęszczał do szkoły podstawowej Koba Kunda Primary School, a następnie do Crab Island Secondary School, po czym studiował na Muslim High School. Po zdobyciu dyplomu rozpoczął pracę w firmie handlowej Alhagie Musa & Sons.
W pierwszych latach XXI wieku wyjechał do Wielkiej Brytanii, gdzie podjął studia w dziedzinie zarządzania nieruchomościami. Jednocześnie pracował jako ochroniarz w markecie Argos w północnym Londynie. W 2006 roku powrócił do Gambii, zakładając własną firmę deweloperską Majum Real Estate. Jako muzułmanin Barrow jest żonaty z dwiema żonami, ma pięcioro dzieci.
W 2013 został mianowany skarbnikiem opozycyjnej Zjednoczonej Partii Demokratycznej (UPD). We wrześniu 2016 został kandydatem tej partii w wyborach prezydenckich, a następnie wspólnym kandydatem siedmiu partii opozycyjnych po tym, jak dotychczasowy kandydat zjednoczonej opozycji Ousainou Darboe został skazany na karę pozbawienia wolności za zorganizowanie demonstracji. W czasie kampanii wyborczej krytykował dyktatorskie rządy prezydenta Yahya Jammeha oraz zapowiadał wsparcie dla stworzenia niezależnego systemu sądownictwa oraz zwiększenia wolności mediów i społeczeństwa obywatelskiego. Krytykował także obowiązujące przepisy konstytucji, m.in. brak limitu dwóch kadencji prezydenckich.
W przeprowadzonych 1 grudnia 2016 wyborach prezydenckich zwyciężył z wynikiem 43,3% głosów, pokonując urzędującego prezydenta Jammeha (39,6%) oraz Mamma Kandeha (17,1%). Następnego dnia, rządzący od 22 lat prezydent Jammeh uznał swoją porażkę i zapowiedział przekazanie władzy zwycięzcy oraz pomoc prezydentowi elektowi w sprawnym przejęciu rządów. Jednakże 9 grudnia 2016 Jammeh w przemówieniu telewizyjnym ogłosił, że z powodu rzekomych nieprawidłowości nie uzna wyników wyborów i nakazał ich powtórne przeprowadzenie.
Decyzję Jammeha o nieuznaniu wyników wyborów skrytykowała ONZ, Unia Afrykańska, ECOWAS oraz Unia Europejska, wzywając go do pokojowego oddania władzy. Jammeh zapowiedział zaskarżenie wyników wyborów do Sądu Najwyższego, pomimo tego że brakowało w nim kworum do orzekania z powodu wakatów sędziów. 13 stycznia 2017 w obliczu przeciągającego się kryzysu Barrow opuścił Gambię, udając się do Mali, a następnie do Senegalu.
17 stycznia 2017 prezydent Jammeh ogłosił trzymiesięczny stan wyjątkowy, podczas którego sąd miał rozstrzygnąć spór wyborczy. Następnego dnia parlament wydłużył jego kadencję o 90 dni. W tym samym czasie członkowie ECOWAS podjęli pierwsze kroki, potwierdzające możliwość przeprowadzenia interwencji zbrojnej w Gambii. Na granicy gambijsko-senegalskiej doszło do przegrupowań wojsk Senegalu, a z Nigerii wypłynął w stronę Gambii okręt wojskowy. Nigeria zapowiedziała również wysłanie do Gambii 200-osobowego oddziału wojskowego oraz jednostek lotniczych. Wsparcie wojskowe dla interwencji ogłosiła również Ghana. Jammeh oznajmił, że służby bezpieczeństwa oraz licząca 2,5 tys. żołnierzy armia, gotowe są do utrzymania w kraju porządku i pokoju. Jednakże dowódca armii, gen. Ousman Badjie zapowiedział, że w przypadku interwencji ECOWAS, jego wojska nie podejmą walk, uznając kryzys na kwestię polityczną, a nie militarną
19 stycznia 2017 Adama Barrow został zaprzysiężony na prezydenta w gambijskiej ambasadzie w Senegalu. Tego samego dnia rozpoczęła się Interwencja zbrojna państw ECOWAS. O pomoc ECOWAS poprosił sam Barrow. Interwencję poprzedziła rezolucja Rady Bezpieczeństwa ONZ, która wyraziła pełne poparcie dla interwencji. 20 stycznia 2017 rozpoczęły się kolejne negocjacje z Jammehem, które miały skłonić go do rezygnacji z urzędu. W ich wyniku Jammeh 21 stycznia 2017 oddał władzę i opuścił Gambię na pokładzie samolotu do Gwinei Równikowej. 22 stycznia 2017 wojska ECOWAS wkroczyły do Bandżulu. 26 stycznia 2017 prezydent Barrow powrócił do kraju, zwracając się do ECOWAS o pozostawienie kontyngentu zbrojnego w Gambii przez kolejne 6 miesięcy. Ostatecznie, 8 lutego 2017 stacjonowanie 7-tysięcznych sił ECOWAS zostało przedłużone o 3 miesiące.
18 lutego 2017 na stadionie narodowym Independence Stadium odbyła się oficjalna uroczystość zaprzysiężenia prezydenta, już po jego powrocie do Gambii. W czasie swoich pierwszych tygodni urzędowania Barrow zmienił oficjalną nazwę z państwa z powrotem z Islamskiej Republiki Gambii na Republikę Gambii, anulował decyzję poprzednika o wyjściu kraju z członkostwa w Międzynarodowym Trybunale Karnym oraz rozpoczął pierwsze policyjne śledztwa w sprawie zabójstw i zaginięć obywateli w czasach rządów Jammeha. Ponadto, zadeklarował m.in. zapewnienie obywatelom bezpłatnej edukacji na poziomie podstawowym, do której prawo zostało zapisane w konstytucji, ale w praktyce nie było wykonywane. W wyborach prezydenckich w 2021 z powodzeniem ubiegał się o reelekcję z wynikiem 53%. 